# 依然范特西
『依然范特西』(Still Fantasy、やっぱりファンタジー)は、台湾の歌手、 周杰倫（ジェイ・チョウ）の7枚目のスタジオアルバム。

## 概要
「夜的第七章」はシャーロック・ホームズをモチーフとしており、ミュージックビデオはロンドンのベーカー街やウェストミンスター寺院などに撮った。「黒くデラックスだ」、「神秘で清潔感」、「大いに衝撃」など絶賛を博する。「楽界の天井板」と高暁松に批評された。
「聴媽媽的話」は孝行を題材としている。
「本草綱目」のタイトルは中国の薬学書『本草綱目』に由来しており、「漢方薬は苦いそうだ、でも盗作はもっと苦いはず」、「先祖の苦労のため、私らは負けてはならない」など歌詞で民族意識を激励する。
「紅模倣」は「山頂に立っているのさえ、庶民だけ。でも肩に空き地が2つあり、勇気と根気だ、音楽の皇帝になりたい」と謙遜と意気地を兼ね備える。「宇宙には太陽が一つしかない、なぜ私の影は多く、互いに似るとよく思おう」と彼の革新欠の亜流に批判する。
「霍元甲」は京劇の唱腔を応用する。aLIEzとのMashupはbilibiliではんきょうを呼んだ。

## 曲目
| 全作曲: 周杰倫。 |                                   |           |            |       |
| #                | タイトル                          | 作詞      | 作曲・編曲 | 時間  |
| 1.               | 「夜的第七章」(ft 潘儿（Room19）) | 黃俊郎    | 周杰倫     | 3:48  |
| 2.               | 「聴媽媽的話」                    | 周杰倫    | 周杰倫     | 4:25  |
| 3.               | 「千里之外」(ft 費玉清)           | 方文山    | 周杰倫     | 4:16  |
| 4.               | 「本草綱目」                      | 方文山    | 周杰倫     | 3:29  |
| 5.               | 「退後」                          | 宋健彰    | 周杰倫     | 4:21  |
| 6.               | 「紅模倣」                        | 周杰倫    | 周杰倫     | 3:05  |
| 7.               | 「心雨」                          | 方文山    | 周杰倫     | 4:29  |
| 8.               | 「白色風車」                      | 周杰倫    | 周杰倫     | 4:32  |
| 9.               | 「迷迭香」                        | 方文山    | 周杰倫     | 4:11  |
| 10.              | 「菊花台」                        | 方文山    | 周杰倫     | 4:53  |
| 11.              | 「霍元甲」(日本版追加収録)        | 方文山    | 周杰倫     | 4:37  |
| 合計時間:        | 合計時間:                         | 合計時間: | 合計時間:  | 46:12 |

| #  | タイトル                        | 作詞 | 作曲・編曲 |
| -- | ------------------------------- | ---- | ---------- |
| 1. | 「《千里之外》劇場版MV」        |      |            |
| 2. | 「《夜的第七章》劇場版MV」      |      |            |
| 3. | 「「JAY探偵秘案」making video」 |      |            |